# Hotel Courbet
Hotel Courbet es un cortometraje italiano de 2009, coescrito, producido y dirigido por Tinto Brass.
Se presentó en el Festival Internacional de Cine de Venecia de 2009 como parte de la retrospectiva dedicada al director italiano, junto con el largometraje Nerosubianco (1969) y los cortometrajes Tempo Lavorativo / Tempo Libero.

## Sinopsis
Una mujer se deja ir para calmar su tormento erótico. La intimidad provocativa, violada sin ser vista, vale más para el ladrón que cualquier objeto que haya robado.

## Reparto
- Caterina Varzi
- Alberto Petrolini
- Vincenzo Varzi